# Jasper Tudor, Bedford hercege
Jasper Tudor, Bedford hercege (1431 – Thornbury vár, 1495. december), walesiül: Siasbar Tudur, walesi Lancaster-párti főúr volt a középkori Angliában. Részt vett a rózsák háborújában, és nagybátyja volt Tudor Henriknek, a Tudor-dinasztia megalapítójának. Jasper Tudor megvédte unokaöccsét a York-ház intrikáitól, osztozott vele Bretagne-i száműzetésében és mindvégig megbízható tanácsadóként szolgálta.

## Családja
Apja Owen Tudor walesi nemes, anyja Valois Katalin, VI. Károly francia király lánya, V. Henrik angol király özvegye volt. 1452-ben VI. Henrik angol király féltestvéreként ismerte el a Tudor-testvéreket, és Jaspert Pembroke grófjává és Bedford hercegévé tette, Edmund pedig Richmond grófja lett. Mivel anyai ágon voltak testvérek, a Tudorokban nem folyt királyi vér, így a trónra sem támaszthattak igényt.
Egyes feltevések szerint valójában ő volt Tudor Henrik (VII. Henrik) angol király édesapja, mivel szerelmi viszonyt folytatott bátyja feleségével, Margaret Beauforttal. Woodville Erzsébet angol királyné elrendezte, hogy Jasper Tudor az ő húgát, Katalint vegye feleségül, aki Buckingham 2. hercegének, Henry Staffordnak az özvegye volt. Stafford Beaufort Margit harmadik férjének unokaöccse volt. A frigy 1485-ben köttetett meg, de gyermek nem származott belőle. Jaspernek két fattyú leánya született, Johanna és Helén, Myfanwy verch Dafyddtől.

## Rózsák háborúja
Jasper Tudor a király oldalán részt vett az első Saint Albans-i csatában. Egy év múlva testvére meghalt, és ő kapta meg walesi főparancsnoki tisztét, és ott képviselte a Lancaster-ügyet. 1460 májusban kiverte a Yorkokat a Denbigh várból, majd menedéket adott Anjou Margitnak és fiának, Eduárd walesi hercegnek a northamptoni csata után. 1461 februárjában vereséget szenvedett Plantagenet Eduárdtól, a későbbi IV. Eduárd angol királytól a Mortimer’s Cross-i csatában. Márciusban, a towtoni vereség után egészen októberig megtartotta Walest, majd Bretagne-ba, később Skóciába menekült.
Az 1460-as években Anjou Margit követeként Skócia, Anglia és Franciaország között ingázott, majd 1468-ban ismét Walesben kötött ki. Felégette Denbigh-t és zaklatta a walesi Yorkokat, amíg ismét el kellett hagynia Britanniát. Visszatér Bretagne-ba, majd 1470-ben csatlakozott a Lancasterekhez átálló Richard Neville, Warwick grófja inváziós seregéhez. A feladata az volt, hogy biztosítsa hátországát, Walest a Lancaster-ügynek.
Miután Eduárd herceg elesett a tewkesburyi csatában és VI. Henrik meghalt a londoni Towerben, Henry Tudor lett a Lancasterek trónvárományosa. Jasper Tudor fő célja ezután unokaöccse megvédelmezése lett, ezért 1471 szeptemberében Franciaországba menekítette. A következő 12 évet száműzetésben töltötték.
1483-ban, az elbukott Buckingham-felkelés után a Tudorok időlegesen letettek az angliai invázióról. Jasper Tudor az unokaöccse körül szerveződő nemesi kör vezetője lett. 1485 augusztusában Tudor Henrikkel együtt partra szállt Walesben, majd részt vett az 1485. augusztus 22-ei bosworthi csatában, amely után megkoronázták Tudor Henriket. Unokaöccse Bedford hercegének és a királyi tanács tagjának nevezte ki. Megkapta Calais és Írország főparancsnoki posztját. Aktív szerepet vállalt a Lovell–Stafford-felkelés leverésében a Stoke Field-i csatában 1485-ben.

## Lásd még
- Bedford hercege